# Grun-Bordas
Grun-Bordas ist eine französische Gemeinde mit 247 Einwohnern (Stand 1. Januar 2022) im Département Dordogne in der Region Nouvelle-Aquitaine (vor 2016: Aquitanien). Die Gemeinde gehört zum Arrondissement Périgueux und zum Kanton Périgord Central.
Der Name in der okzitanischen Sprache lautet Grunh e Bòrdas. Der erste Namensteil leitet sich von einer Person in gallorömischer Zeit namens „Grunnius“ oder „Granieus“ ab. Der Namensteil „Bordas“ hat einen germanischen Ursprung als Folge der Besetzung der Region durch die Westgoten. Das okzitanische borda (deutsch Hütte, Scheune, Pachthof) hat seinen Ursprung im germanischen Wort borda (deutsch Dielenhaus).
Die Einwohner werden Grunois und Grunoises oder Grun-Bordasiens und Grun-Bordasiennesgenannt.

## Geographie
Grun-Bordas liegt ca. 15 Kilometer südlich und im Einzugsbereich (Aire urbaine) von Périgueux und ca. 25 Kilometer nordöstlich von Bergerac im Gebiet Périgord Central der historischen Provinz Périgord.
Der Name der Gemeinde setzt sich aus den Namen der Ortsteile Grun und Bordas zusammen, wobei sich Mairie und Pfarrkirche in Bordas befinden.
Umgeben wird Grun-Bordas von den Nachbargemeinden:
| Manzac-sur-Vern | Saint-Paul-de-Serre                         | Creyssensac-et-Pissot |
| Bourrou         | Kompassrose, die auf Nachbargemeinden zeigt | Vergt                 |
| Douville        | Saint-Maime-de-Péreyrol                     |                       |

Grun-Bordas liegt im Einzugsgebiet des Flusses Dordogne. Der Vern, ein linker Nebenfluss der Isle, durchquert das Gebiet der Gemeinde.

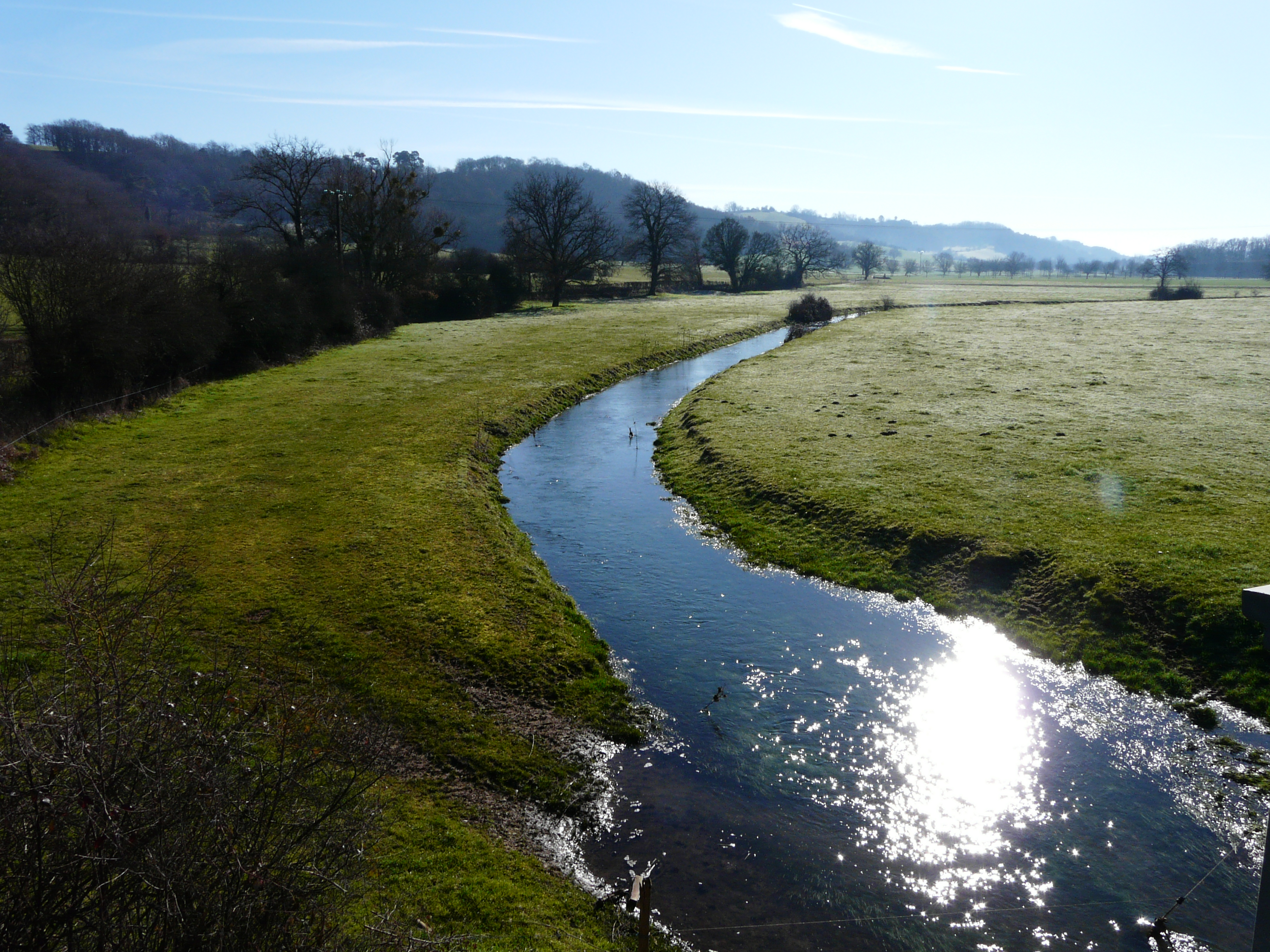
Der Vern bei Bordas

## Geschichte
Etwa zehn Wasserquellen auf dem Gebiet der Gemeinde erlaubten eine Entwicklung seit der Urgeschichte. Fernand Sabouret, ein ehemaliger Bürgermeister, besitzt eine Sammlung von bearbeiteten und polierten Steinen, die in Grun-Bordas gefunden wurden. Die Reste eines Oppidums in gallorömischer Zeit belegen eine strukturierte Besiedelung in jener Epoche. Es hatte eine Ausdehnung von einem halben Hektar und befand sich oberhalb des Tals des Vern. Dort ist im Wald ein sehr großer Stein zu sehen, der wie ein Dolmen aufgestellt wurde und la tombe du général (deutsch das Grab des Generals) genannt wird. Die Heirat von Eleonore von Aquitanien mit Heinrich Plantagenet, dem zukünftigen englischen König, bewirkte die Beherrschung des Périgords durch die englische Krone vom 12. Jahrhundert bis zum Jahre 1453, als Aquitanien nach dem Ende des Hundertjährigen Kriegs in das Königreich Frankreich wieder eingegliedert wurde. Im 15. Jahrhundert war Bordas eine Pfarrgemeinde und ein Priorat, das der Abtei von Tourtoirac unterstand. In den acht Hugenottenkriegen standen katholische und protestantische Parteien gegenüber, und die Truppen plünderten im 16. Jahrhundert das Land und zerstörten zahlreiche Kirchen. Im Jahre 1584 lehnten sich die Bauern bei der Ankündigung von neuen Steuern auf, aber die Revolte wurde durch königliche Kräfte niedergeschlagen. Diese Rebellion der Croquants wurde jedoch fortgesetzt und endete erst im Jahre 1642, als ihr Hauptanführer Pierre Grellety seine Kapitulation verhandelte. Die Thronbesteigung des französischen Königs Karl X. im Jahre 1824 änderte das Leben der Gemeinde, denn die Route nationale 21 durchquerte fortan das Gebiet der Gemeinde.

### Toponymie
Toponyme und Erwähnungen von Grun waren:
- Girunh (Kirchenregister des 13. Jahrhunderts),
- Grunh (1268, Vorschriften von Beauregard),
- Grung (vor 1317),
- Grunh (1382),
- Grung (1444, Notarielles Register),
- Grun (1516),
- Grung (1556),
- Grung (1750, Karte von Cassini),
- Grun (1793 und 1801, Notice Communale bzw. Bulletin des Lois),
- Grun-Bordas (1993).[3][9][10][11]

Toponyme und Erwähnungen von Bordas waren:
- Mayn. de Bordas, alias du Chaslard (1444, Notarielles Register),
- Prep. de Bordia (1556, Schild der Diözese),
- Prepositura de Bordis (Schriftensammlung des Abbé de Lespine),
- Bordes (17. Jahrhundert),
- Bordas (1750, Karte von Cassini).[12][10]

### Einwohnerentwicklung
Nach Beginn der Aufzeichnungen stieg die Einwohnerzahl in der Mitte des 19. Jahrhunderts auf einen Höchststand von 555. In der Folgezeit sank die Größe der Gemeinde bei kurzen Erholungsphasen bis zu den 1970er Jahren auf 145 Einwohner, bevor sich eine moderate Wachstumsphase einstellte, die heute noch anhält.
| Jahr      | 1962 | 1968 | 1975 | 1982 | 1990 | 1999 | 2006 | 2010 | 2022 |
| --------- | ---- | ---- | ---- | ---- | ---- | ---- | ---- | ---- | ---- |
| Einwohner | 160  | 168  | 145  | 162  | 165  | 156  | 205  | 213  | 247  |

## Städtepartnerschaften
Grun-Bordas unterhält über den ehemaligen Kanton Vergt seit 1996 eine Städtepartnerschaft mit:
- Saint-Jacques in der kanadischen Provinz Québec.[14]

## Sehenswürdigkeiten

### PfarrkircheNotre-Dame de l’Assomption
Die zu Ehren von Marias Aufnahme in den Himmel geweihte Kirche wurde im 19. Jahrhundert erbaut. Ein rundbogenförmiges Eingangsportal bietet Einlass in das Innere. Oberhalb der Vorhalle erhebt sich der Glockenturm. Das Langhaus ist schmucklos und unterstreicht den neuromanischen Stil der Kirche.

### Naturschutzgebiete
Zwei Naturschutzgebiete, Vallée du Vern de Bordas aux cinq ponts und Coteaux du Vern, bewahren Flora und Fauna des Tals des Vern.

## Wirtschaft und Infrastruktur

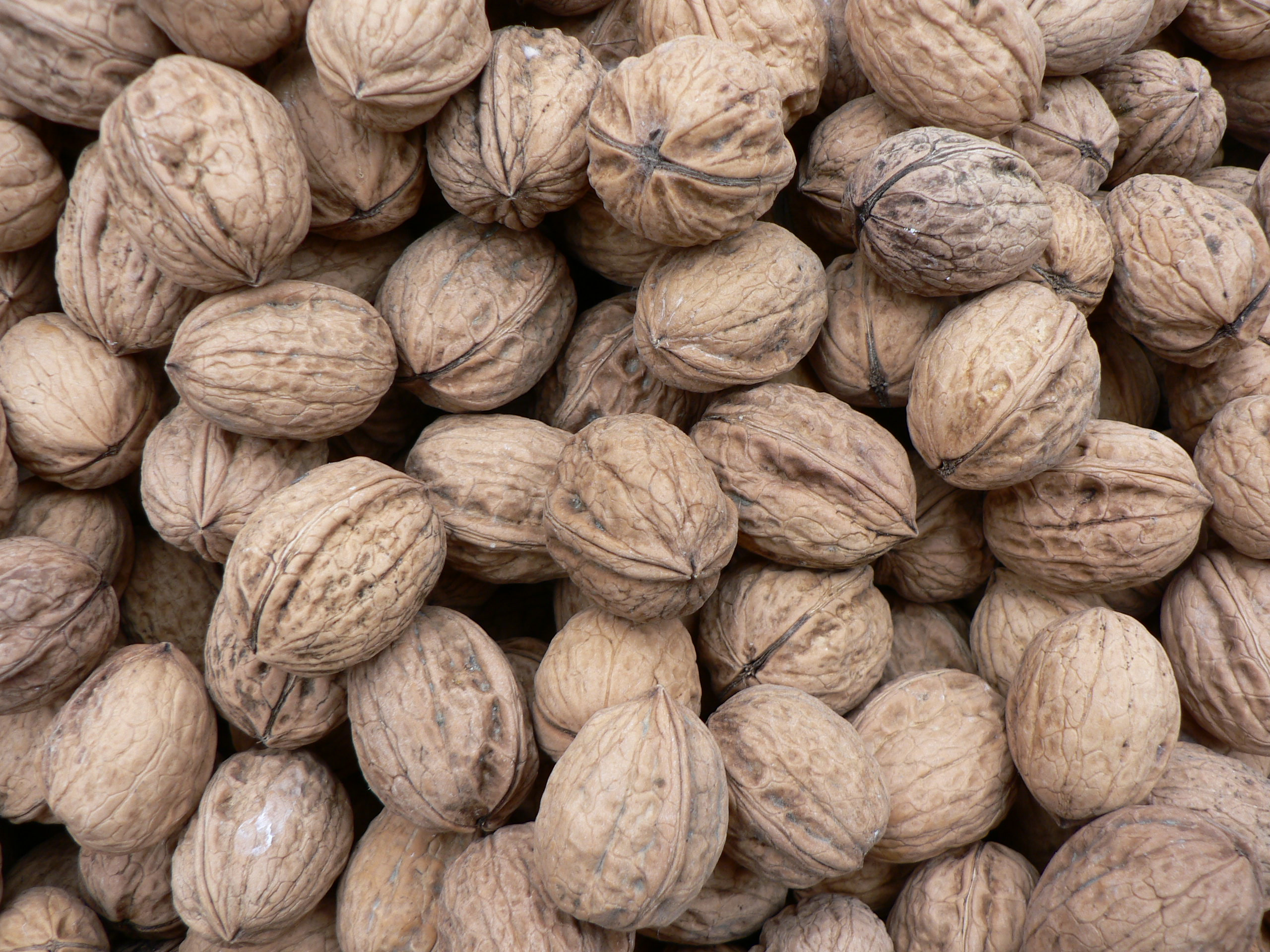
Walnüsse

Die Landwirtschaft mit den Schwerpunkten Viehzucht und Anbau von Obst ist einer der wichtigsten Wirtschaftsfaktoren der Gemeinde.
Grun-Bordas liegt in den Zonen AOC der Noix du Périgord, der Walnüsse des Périgord, und des Nussöls des Périgord.

### Bildung
Die Gemeinde verfügt über eine öffentliche Vor- und Grundschule mit 54 Schülerinnen und Schülern im Schuljahr 2018/2019.

Logo des Jakobswegs

### Sport und Freizeit
Der Fernwanderweg GR 654 von Namur in Belgien über Vézelay nach Saint-Jean-Pied-de-Port führt durch den Weiler Grun. Er folgt der Via Lemovicensis, einem der vier Jakobswege in Frankreich.

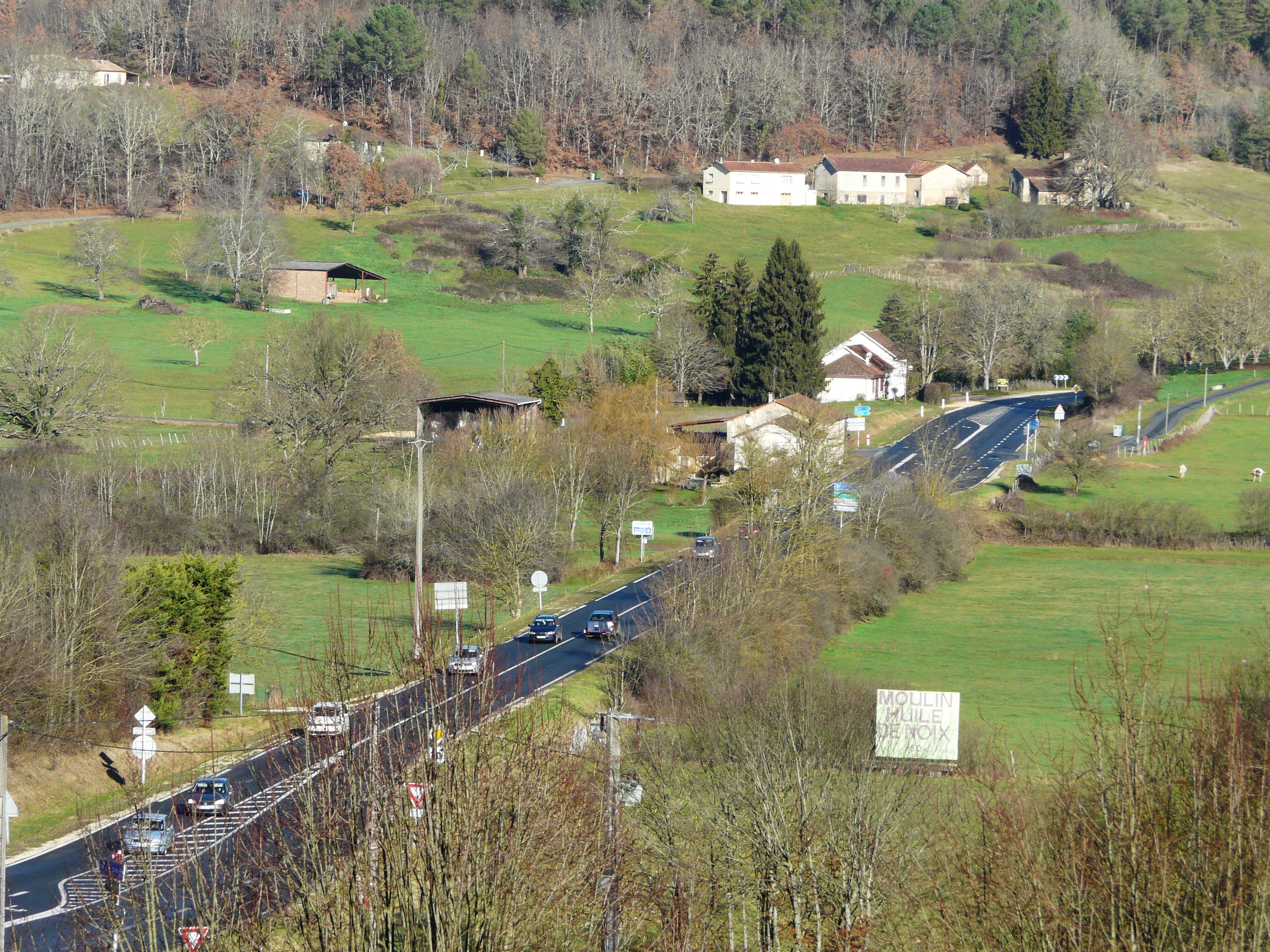
Route nationale 21 bei Bordas

### Verkehr
Die Route nationale 21 durchquert Grun-Bordas von Nord nach Süd und verbindet die Gemeinde im Norden mit Périgueux und im Süden mit Bergerac. Die Route départementale 42 verbindet Grun-Bordas mit den Nachbargemeinden Bourrou im Westen und Saint-Maime-de-Péreyrol im Süden. Die Route départementale 43 durchquert das Gebiet der Gemeinde von Nordwest nach Südost und verbindet es mit den Nachbargemeinden Manzac-sur-Vern im Nordwesten und Vergt, dem Hauptort des Kantons, im Südosten.

## Persönlichkeiten
Jean-Louis-Auguste Clavel, geboren am 21. Januar 1808 in Saint-Geniez-d’Olt im Département Aveyron, gestorben gegen 1876, war katholischer Priester, Arzt und Botaniker. Er war zeitweise Pfarrer in Grun.